# Santo Tomé de Lorenzana
Lorenzana (llamada oficialmente San Tomé de Lourenzá) es una parroquia y un barrio español del municipio de Lorenzana, en la provincia de Lugo, Galicia.

## Otras denominaciones
La parroquia también es conocida por el nombre de Santo Tomé de Lorenzana.

## Organización territorial
La parroquia está formada por veintinueve entidades de población:
- Amieiral (O Amieiral)
- Batán (O Batán)
- Cal (O Cal)
- Casanova (A Casanova)
- Castiñeiras Verdes
- Combre
- Cristo (O Cristo)
- Cubela (A Covela)
- Ferreira
- Forxa
- Fuente del Cura (A Fonte do Cura)
- Igresia (A Igrexa)
- Liñares
- Lomparte
- Lourenzá
- Oural
- Pacio de Tovar (O Pacio de Tovar)
- Painzás
- Pedreiras (As Pedreiras)
- Pereiro (O Pereiro)
- Piago (O Piago)
- Polida (A Polida)
- Pontigo (O Pontigo)
- Rego de Pereira (O Rego de Pereira)
- Ribalta (A Ribalta)
- Rigueira (A Regueira)
- Rivas (As Ribas)
- Tercias
- Veiga de Santomé (Veiga de San Tomé)

## Demografía

### Parroquia
| Gráfica de evolución demográfica de Lorenzana (parroquia) entre 2000 y 2020 |
|                                                                             |
| Datos según el nomenclátor publicado por el INE.                            |

### Barrio
| Gráfica de evolución demográfica de Lourenzá (barrio) entre 2000 y 2020 |
|                                                                         |
| Datos según el nomenclátor publicado por el INE.                        |